# Palazzo Fassari Pace
Il palazzo Fassari Pace è un edificio di Catania, realizzato nel Settecento in uno stile architettonico tardo-barocco: è stato infatti incluso nella ricostruzione della città dopo il terribile Terremoto del Val di Noto del 1693, che la rase quasi al suolo l'11 gennaio di quell'anno.

## Il palazzo
Ubicato nella parte alta di via Vittorio Emanuele II, già strada del Corso reale, il palazzo si apre su quest'ultima nella sua facciata tardo-barocca, angolando tra le vie Santa Barbara e della Palma, rivolto a sud; al nord è costeggiato dalla via San Barnabà, da cui si accede per via della Palma; nel Settecento era nella parte interna ornato da un giardino, oggi scomparso. Si trova accanto all'ex Monastero delle suore Benedettine della Santissima Trinità, oggi sede del liceo scientifico "Enrico Boggio Lera", impreziosito dall'omonima chiesa.
La sua costruzione si può far risalire con certezza al primo trentennio del Settecento; tuttavia sin da prima del devastante Terremoto del Val di Noto del 1693, erano ivi presenti abitazioni di fattura similare. Ciò può vedersi nelle planimetrie cinquecentesche della città, sin dalla prima a noi nota, realizzata da P. Mortier. La presenza del severo e maestoso palazzo settecentesco, nei suoi due primi ordini, terrano con le botteghe, e piano nobile caratterizzato dalle cornici degli otto balconi che si affacciano nella pubblica via, con disegno rettangolare sovrastante, è rintracciabile nelle due piantine di riferimento, che lo vedono con esattezza delineato: quella di Giuseppe Orlando, stampata nel 1760, e quella (del medesimo periodo, poiché l'autore è morto nel 1762) che è inserita nel testo Lexicon topographicum siculum, dell'erudito abate Vito Maria Amico Statella.
In tali accurati disegni degli edifici della città - sorta con stile quasi militare per volontà del duca di Camastra Giuseppe Lanza, vicario generale del Regno per volere del Viceré Francisco Pacheco de Uzeda, che fece disegnare dall'ingegnere militare Carlos de Grunenbergh il nuovo tracciato degli assi viari, il più importante dei quali, per la prevalente centralità, l'attraversamento della piazza del Duomo nonché per il collegamento verso il mare, è proprio via Vittorio Emanuele II - si notano nitidamente i palazzi eretti e lo stato dei lavori all'epoca della stampa. Il palazzo Fassari Pace era allora stato costruito solo nella sua parte centrale: mancava il secondo piano, probabilmente concepito sin dal disegno originario, che sarà completato tra il XVIII ed il primo trentennio dell'Ottocento, come attesta la pianta di Catania di Sebastiano Ittar, edita nel 1833. Pertanto la forma definitiva dell'edificio si può datare a quest'ultimo periodo. Le sopraelevazioni che si notano oltre il secondo piano sono opera del primo Novecento, con evidenti scopi commerciali. È da precisare altresì che l'abbassamento del livello delle strade di Catania, negli anni 1870-71 voluto dal governo nazionale con obiettivi eminentemente speculativi (perciò controversi e contestati all'epoca), ha modificato il disegno della facciata.
Sia il portone centrale d'ingresso che quelli laterali di via della Palma e via Santa Barbara sono stati abbassati; i primi due rimangono tuttora sovrastati da finestroni ovali detti ad occhio di bue, l'ultimo ha un balconcino.
L’autore del palazzo può essere identificato, per lo stile, per le modalità di costruzione e per i materiali, nonché attraverso indizi raccolti in svariati documenti, in Francesco Battaglia, architetto di casa del principe di Bìscari Ignazio Paternò Castello, nonché dei Benedettini. È anche possibile che l'opera sia in parte del figlio Antonino, rifinita altresì dal nipote Carmelo Battaglia Santangelo (dallo stile più classico: sua è la sistemazione del finestrone centrale della incompiuta facciata della Chiesa di San Nicolò l'Arena, ove lavorarono il cugino e lo zio): purtroppo i riscontri che avrebbero permesso di attribuirne con sicurezza l'autenticità furono distrutti dall'incendio che devastò il Municipio, quindi l'archivio comunale, nel dicembre 1944.
Al Battaglia si risale per molte ragioni, non ultima delle quali il vederlo fisicamente all'opera non solo nell'edificazione del complesso monastico dei Benedettini, ma anche per l'attiguo Monastero delle suore Benedettine della Santissima Trinità, nonché per ogni opera di architettura religiosa e civile dei dintorni che abbia maestà e tipologia, unitamente ai componenti della sua famiglia, il genero Stefano Ittar, i parenti Amato, i Biondo tagliapietre oriundi di Messina (Federico De Roberto, nella monografia del 1907 su Catania, lo chiama Francesco Battaglia Biondo).
Così la proprietà del palazzo – sinché non si potranno effettuare approfondimenti attraverso documenti dal difficilissimo reperimento, qualora ancor vi siano - negli anni della edificazione, è nebulosa: si può affermare comunque che la committenza debba esser stata affatto nobiliare, di giurista o uomo di Chiesa, data anche la vicinanza e la similitudine plastica con il Monastero delle suore Benedettine della Santissima Trinità, nonché da deduzioni indirette avute consultando i registri dell'Archivio di Stato di Catania, risalenti agli anni 1693-95.
Il nome che si attribuisce è quello degli ultimi proprietari dell'edificio unificato prima della divisione, i coniugi Pace (importatore di mercanzie varie a Catania) e Fassari, in specifico donna Irene, a capo nei primi del Novecento dell’Unione Femminile Catanese ed amica di Mario Rapisardi (che così le scriveva: "…non posso che lodare gli intenti pietosi di codesta istituzione ed augurarne pronti ed efficaci gli effetti… la bellezza della donna è uno dei più generosi spettacoli che la natura concede ai mortali…", 16 maggio 1909), la quale avendo perduto un figlio, si dedicò alla istruzione delle fanciulle.

## Architettura
La facciata del palazzo ha nel piano nobile otto balconi di stile classico sormontati nell'architrave da un rettangolo simbolico, forse in origine destinato ad essere decorato (solo uno di essi, al centro, ha degli stucchi floreali di stile Liberty), ariosi ma austeri come si addiceva al periodo, di cui solo i tre centrali – in una disposizione originale - sono racchiusi da unica ringhiera, rimanendo tre singoli verso ovest e due verso est: si rammenti che il piano terrano era nel Settecento quel che oggi si classifica per primo. Di notevole impatto scenico è il lunghissimo balcone del secondo piano, originalissima idea che può datarsi tra la fine del Settecento o primo Ottocento, per infoltire il numero degli spettatori alla Festa di Sant'Agata, quella più importante della città poiché è della Santa Patrona: infatti sino al 1926 da questo tratto di via Vittorio Emanuele II, sino alla vicina ed allineata Chiesa di Sant’Agata alle Sciare, ubicata nella Piazza detta di San Cosimo o della Consolazione, oggi piazza Niccolò Machiavelli, dove si svolgeva l'offerta votiva, saliva il fercolo di Sant’Agata, il giorno 4 di febbraio, nell'ambito del cosiddetto giro esterno. Fino al 1875, allorché lo Stato le fece sloggiare, le Benedettine della Trinità come gli Agostiniani più ad est, erano allietati come i laici dal passaggio della processione agatina la quale toccava le dimore degli ordini ecclesiastici più importanti, ed i luoghi sacri.
Il palazzo Fassari Pace ha avuto, sempre nel piano nobile, una connessione interna delle stanze che lo compongono creando una ‘fuga’ scenica piuttosto singolare. Ciò sino agli anni trenta del Novecento, allorquando la proprietà lo divise in appartamenti, "tagliati" in modo diverso e secondo discutibili criteri. Da allora l'edificio, dalle belle lesene di pietra calcarea come le cornici dei balconi, dalle paraste possenti degli angoli che svettano al sole del mattino e s'inondano dell'oro del tramonto, soffre di quella senescenza inevitabile, comune a quasi tutti gli edifici del Settecento catanese (si pensi a palazzo Reburdone, opera di Francesco Battaglia e affacciato all'inizio di via Vittorio Emanuele II all'angolo con piazza dei Martiri, detta in passato piano della Statua, il quale ospita al suo interno sia uffici dell'Università di Catania, sia un modesto alberghetto affittacamere), non conservati nella loro interezza e in modo dubbio ammodernati.